# Províncies Unides (Índia)
Les Províncies Unides fou el nom adoptat per la província britànica anomenada abans Províncies Unides de l'Índia Britànica des de l'1 d'abril de 1937. L'1 d'abril de 1946 va obtenir autogovern i el 15 d'agost de 1947 es va integrar a l'Índia. Les províncies índies (reorganitzades com a mínim per incloure els antics estats tributaris protegits) van esdevenir estats federats en la constitució del 26 de gener de 1950 data en la qual va adoptar oficialment el nom d'Uttar Pradesh.

## Governadors

### sobirania britànica
- Sir Harry Graham Haig 1937 - 1939 (ja estava en el càrrec)
- Sir Maurice Garnier Hallett 1939 - 1945
- Sir Francis Verner Wylie 1945 - 1947

### Domini de l'Índia
- Sra. Sarojini Naidu 1947 - 1949 (+1949)
- Bidhubhusan Malik (interí) 3 de març 1949 - 2 de maig de 1949
- Sir Hormasji Peroshaw Mody 1949 - 26 de gener de 1950 (va seguir en el càrrec)
- Vegeu: Uttar Pradesh, llista de governadors

## Ministres en cap

### sobirania britànica
- Govind Ballabh Pant 1 d'abril de 1946 - 15 d'agost de 1947 (Partit del Congrés)

### Domini de l'Índia
- Govind Ballabh Pant 15 d'agost de 1947 - 26 de gener de 1954 (Partit de Congrés, va seguir en el càrrec)
- Vegeu Uttar Pradesh, llista de ministres en cap